# Danh sách vật thể trong Hệ Mặt Trời theo kích cỡ
Dưới đây là danh sách các vật thể trong Hệ Mặt Trời xếp thứ tự theo kích cỡ, phân loại theo các tiêu chí bán kính, khối lượng, khối lượng riêng, gia tốc trọng trường. Danh sách bao gồm Mặt Trời, các hành tinh, các hành tinh lùn và các ứng cử viên, các tiểu hành tinh lớn và một số các vật thể nhỏ khác trong hệ Mặt Trời cũng như các vật thể bay ngang qua quỹ đạo hệ.

## Vật thể có bán kính tương đương hoặc lớn hơn 200km
Các thiên thể này có kích thước đủ để duy trì trạng thái cân bằng thủy tĩnh, do đó, các giá trị được tính theo giả định gần đúng với dạng hình cầu lý tưởng.
| Vật thể                 | Hình ảnh | Bán kính (km) | Bán kính so với Trái Đất (R♁) | Thể tích (109 km³) | Thể tích so với Trái Đất (V♁) | Khối lượng ×1021 kg (Yg) | Khối lượng so với Trái Đất (M♁) | Khối lượng riêng g/cm³ | Gia tốc trọng trường tại bề mặt (m/s²) | Gia tốc trọng trường so với Trái Đất (♁) | Thể loại                                | Hình dáng                          |
| ----------------------- | -------- | ------------- | ----------------------------- | ------------------ | ----------------------------- | ------------------------ | ------------------------------- | ---------------------- | -------------------------------------- | ---------------------------------------- | --------------------------------------- | ---------------------------------- |
| Mặt Trời                |          | 696.000       | 109.25                        | 1.412.000.000      | 1.303.781                     | 1989100000               | 332837                          | 1.409                  | 274.0                                  | 28.02                                    | Sao                                     | Phỏng cầu tròn                     |
| Sao Mộc                 |          | 69.911        | 10.97                         | 1.431.280          | 1,321                         | 1898600                  | 317.83                          | 1.33                   | 24.79                                  | 2.535                                    | Hành tinh                               | Phỏng cầu tròn                     |
| Sao Thổ                 |          | 58.232        | 9.14                          | 827.130            | 764                           | 568460                   | 95.159                          | 0.70                   | 10.445                                 | 1.06                                     | Hành tinh                               | Phỏng cầu tròn                     |
| Sao Thiên Vương         |          | 25.362        | 3.98                          | 68.340             | 63.1                          | 86832                    | 14.536                          | 1.30                   | 8.87                                   | 0.9                                      | Hành tinh                               | Phỏng cầu tròn                     |
| Sao Hải Vương           |          | 24.622        | 3.87                          | 62.540             | 57.7                          | 102430                   | 17.147                          | 1.76                   | 11.15                                  | 1.140                                    | Hành tinh                               | Phỏng cầu tròn                     |
| Trái Đất                |          | 6,371.0       | 1                             | 1,083.21           | 1                             | 5973,6                   | 1                               | 5.515                  | 9.78033                                | 1                                        | Hành tinh                               | Phỏng cầu tròn                     |
| Sao Kim                 |          | 6,051.8       | 0.950                         | 928.43             | 0.857                         | 4868,5                   | 0.815                           | 5.24                   | 8.872                                  | 0.9                                      | Hành tinh                               | Phỏng cầu tròn                     |
| Sao Hỏa                 |          | 3,390.0       | 0.532                         | 163.18             | 0.151                         | 641.85                   | 0.107                           | 3.94                   | 3.7                                    | 0.38                                     | Hành tinh                               | Phỏng cầu tròn                     |
| Ganymede† Sao Mộc III   |          | 2,631.2       | 0.413                         | 76.30              | 0.0704                        | 148.2                    | 0.0248                          | 1.936                  | 1.428                                  | 0.15                                     | Vệ tinh tự nhiên của Sao Mộc            | Phỏng cầu tròn                     |
| Titan † Saturn VI       |          | 2576          | 0.404                         | 71.52              | 0.0660                        | 134.5                    | 0.0225                          | 1.88                   | 1.354                                  | 0.14                                     | Vệ tinh tự nhiên của Sao Thổ            | Phỏng cầu tròn                     |
| Sao Thủy                |          | 2,439.7       | 0.383                         | 60.83              | 0.0562                        | 330.2                    | 0.0553                          | 5.43                   | 3.7                                    | 0.377                                    | Hành tinh                               | Phỏng cầu tròn                     |
| Callisto† Sao Mộc IV    |          | 2,410.3       | 0.378                         | 58.65              | 0.0541                        | 107.6                    | 0.018                           | 1.83                   | 1.23603                                | 0.126                                    | Vệ tinh tự nhiên của Sao Mộc            | Phỏng cầu tròn                     |
| Io† Sao Mộc I           |          | 1,821.5       | 0.286                         | 25.32              | 0.0234                        | 89.3                     | 0.015                           | 3.528                  | 1.797                                  | 0.183                                    | Vệ tinh tự nhiên của Sao Mộc            | Phỏng cầu tròn                     |
| Mặt Trăng               |          | 1,737.1       | 0.273                         | 21.958             | 0.0203                        | 73.5                     | 0.0123                          | 3.3464                 | 1.625                                  | 0.166                                    | Vệ tinh tự nhiên của Trái Đất           | Phỏng cầu tròn                     |
| Europa† Sao Mộc II      |          | 1,561         | 0.245                         | 15.93              | 0.0147                        | 48                       | 0.00803                         | 3.01                   | 1.316                                  | 0.134                                    | Vệ tinh tự nhiên của Sao Mộc            | Phỏng cầu tròn                     |
| Triton† Neptune I       |          | 1,353.4       | 0.212                         | 10.38              | 0.0096                        | 21.5                     | 0.00359                         | 2.061                  | 0.782                                  | 0.0797                                   | Vệ tinh tự nhiên của Sao Hải Vương      | Phỏng cầu tròn                     |
| Eris R 136199           |          | 1,300         | 0.19                          | 7                  | 0.007                         | 16.7                     | 0.0027                          | 2.25                   | 6.621                                  | 0.0677                                   | Hành tinh lùn & Đĩa phân tán—binary     | Phỏng cầu tròn                     |
| Sao Diêm Vương 134340   |          | 1,195         | 0.187                         | 7.15               | 0.0066                        | 13.105                   | 0.0022                          | 2.0                    | 0.61                                   | 0.062                                    | Hành tinh lùn & Vành đai Kuiper         | Phỏng cầu tròn                     |
| Titania‡ Uranus III     |          | 788.9         | 0.124                         | 2.06               | 0.0019                        | 3.526                    | 0.00059                         | 1.72                   | 0.378                                  | 0.0385                                   | Vệ tinh tự nhiên của Sao Thiên Vương    | Phỏng cầu tròn                     |
| Rhea‡ Saturn V          |          | 764.4         | 0.12                          | 1.87               | 0.0017                        | 2.3166                   | 0.00039                         | 1.23                   | 0.26                                   | 0.027                                    | Vệ tinh tự nhiên của Sao Thổ            | Phỏng cầu tròn                     |
| Oberon† Uranus IV       |          | 761.4         | 0.12                          | 1.85               | 0.0017                        | 3.014                    | 0.0005                          | 1.63                   | 0.347                                  | 0.035                                    | Vệ tinh tự nhiên của Sao Thiên Vương    | Phỏng cầu tròn                     |
| Makemake RA 136472      |          | 750           | 0.126-0.157                   | 1.8                | 0.002                         | 4                        | 0.00067                         | 2.0                    | 0.47                                   | 0.048                                    | Hành tinh lùn & Vành đai Kuiper         | Phỏng cầu tròn                     |
| Sedna*AR 90377          |          | 745           | 0.09-0.14                     | 1.73               | 0.0016                        | 3                        | 0.00050                         | 2.0                    | 0.33–0.50                              | 0.0337-0.0511                            | Thiên thể rời rạc                       | không rõ                           |
| Iapetus† Saturn VIII    |          | 736           | 0.113                         | 1.55               | 0.0014                        | 1.9739                   | 0.00033                         | 1.08                   | 0.223                                  | 0.0227                                   | Vệ tinh tự nhiên của Sao Thổ            | Phỏng cầu tròn                     |
| Charon† Pluto I         |          | 604           | 0.095                         | 0.87               | 0.0008                        | 1.52                     | 0.00025                         | 1.65                   | 0.279                                  | 0.028                                    | vệ tinh tự nhiên của Sao Diêm Vương     | Phỏng cầu tròn                     |
| Cung Công*              |          | 600           | 0.094                         | 0.904              | 0.0008                        | 1.81P                    | 0.0003                          | 2.0                    | 168.244                                | 0.017                                    | Đĩa phân tán                            | Chưa xác định                      |
| Umbriel† Uranus II      |          | 584.7         | 0.092                         | 0.84               | 0.0008                        | 1.2                      | 0.00020                         | 1.4                    | 0.234                                  | 0.024                                    | Vệ tinh tự nhiên của Sao Thiên Vương    | Phỏng cầu tròn                     |
| Ariel ‡ Uranus I        |          | 578.9         | 0.091                         | 0.81               | 0.0008                        | 1.35                     | 0.00022                         | 1.67                   | 0.269                                  | 0.027                                    | Vệ tinh tự nhiên của Sao Thiên Vương    | Phỏng cầu tròn                     |
| Haumea R 136108         |          | 575           | 0.117                         | 1.3–1.6            | 0.001                         | 4.2                      | 0.00069                         | 3                      | 0.44                                   | 0.045                                    | Hành tinh lùn & Vành đai Kuiper—trinary | Phỏng cầu tròn (scalene ellipsoid) |
| (84522) 2002 TC302R     |          | 572.7         | 0.09                          | 0.786              | 0.0007                        | 1.573P                   | 0.00026                         | 2.0                    | 3.213                                  | 0.033                                    | Vành đai Kuiper 2:5 resonance           | không rõ                           |
| Dione† Saturn IV        |          | 561.6         | 0.088                         | 0.73               | 0.0007                        | 1.096                    | 0.000183                        | 1.48                   | 0.232                                  | 0.0236                                   | Vệ tinh tự nhiên của Sao Thổ            | Phỏng cầu tròn                     |
| Tethys‡ Saturn III      |          | 533           | 0.083                         | 0.624              | 0.0006                        | 0.6173                   | 0.000103                        | 1.15                   | 0.145                                  | 0.015                                    | Vệ tinh tự nhiên của Sao Thổ            | Phỏng cầu tròn                     |
| 2005 QU1829             |          | 525           | 0.082                         | 0.606              | 0.00056                       | 1.21P                    | 0.0002                          | 2.0                    | 29.413                                 | 0.03                                     | Đĩa phân tán                            | không rõ                           |
| 50000 Quaoar*           |          | 500           | 0.0785                        | 0.523              | 0.0005                        | 1.05P                    | 0.00017                         | 2.8                    | 28.14                                  | 0.0287                                   | Vành đai Kuiper—Cubewano—binary         | không rõ                           |
| Ceres‡                  |          | 475           | 0.076                         | 0.437              | 0.0004                        | 0.95                     | 0.000159                        | 2.08                   | 0.27                                   | 0.0275                                   | Hành tinh lùn vành đai tiểu hành tinh   | Phỏng cầu tròn                     |
| 90482 OrcusRA           |          | 473           | 0.069-0.08                    | 0.4                | 0.0004                        | 0.62A                    | 0.0001                          | 1.5                    | 18.567                                 | 0.03                                     | Vành đai Kuiper—plutino—binary          | không rõ                           |
| (202421) 2005 UQ5139    |          | 462           | 0.074                         | 0.443              | 0.0004                        | 0.886P                   | 0.0001                          | 2.0                    | 278.115                                | 0.0284                                   | Vành đai Kuiper—Cubewano                | không rõ                           |
| 229762 Gǃkúnǁʼhòmdímà9  |          | 439           | 0.069                         | 0.354              | 0.0003                        | 0.708P                   | 0.0001                          | 2.0                    | 246.138                                | 0.025                                    | Đĩa phân tán                            | không rõ                           |
| (174567) 2003 MW129     |          | 419           | 0.0658                        | 0.308              | 0.0003                        | 0.616P                   | 0.0001                          | 2.0                    | 235.086                                | 0.024                                    | Vành đai Kuiper                         | không rõ                           |
| 2006 QH1819             |          | 382           | 0.06                          | 0.233              | 0.000215                      | 0.467P                   | 0.00008                         | 2.0                    | 214.42                                 | 0.022                                    | Đĩa phân tán                            | không rõ                           |
| 2004 XR190*             |          | 375           | 0.059                         | 0.221              | 0.0002                        | 0.4416P                  | 0.00007                         | 2.0                    | 2103.979                               | 0.0215                                   | Đĩa phân tán                            | không rõ                           |
| 19521 Chaos*            |          | 372.5         | 0.0585                        | 0.216              | 0.0002                        | 0.4328P                  | 0.00007                         | 2.0                    | 20.898                                 | 0.021                                    | Vành đai Kuiper—cubewano                | không rõ                           |
| 55565 AyaR              |          | 367           | 0.0576                        | 0.207              | 0.00019                       | 0.414P                   | 0.000069                        | 2.0                    | 205.941                                | 0.0211                                   | Vành đai Kuiper                         | không rõ                           |
| 145452 Ritona9          |          | 365           | 0.0573                        | 0.2036             | 0.00019                       | 0.407P                   | 0.000068                        | 2.0                    | 204.684                                | 0.02096                                  | Vành đai Kuiper                         | không rõ                           |
| 307261 MániR            |          | 363           | 0.057                         | 0.203              | 0.00018                       | 0.4005P                  | 0.000067                        | 2.0                    | 2036.405                               | 0.02086                                  | Vành đai Kuiper                         | không rõ                           |
| (84922) 2003 VS2 R      |          | 363           | 0.057                         | 0.203              | 0.00018                       | 0.4005P                  | 0.000067                        | 2.0                    | 2036.405                               | 0.02086                                  | Vành đai Kuiper—plutino                 | không rõ                           |
| 208996 AchlysR          |          | 343           | 0.0538                        | 0.169              | 0.000156                      | 0.338P                   | 5.66 E-5                        | 2.0                    | 192.488                                | 0.0196                                   | Vành đai Kuiper—plutino—binary          | không rõ                           |
| (55637) 2002 UX25R      |          | 340.6         | 0.0535                        | 0.166              | 0.000153                      | 0.331P                   | 0.0000554                       | 2.0                    | 1.912                                  | 0.01952                                  | Vành đai Kuiper—binary                  | không rõ                           |
| (90568) 2004 GV9R       |          | 338.5         | 0.0531                        | 0.162              | 0.00015                       | 0.325P                   | 0.0000534                       | 2.0                    | 1.9                                    | 0.0194                                   | Vành đai Kuiper                         | không rõ                           |
| 28978 IxionRA           |          | 325           | 0,051                         | 0,144              | 0,000133                      | 0.3                      | 0,000502                        | 20,864                 | 1.903                                  | 0.21                                     | Vành đai Kuiper                         | không rõ                           |
| (42301) 2001 UR1639     |          | 318           | 0.05                          | 0.134              | 0.00012                       | 0.269P                   | 0.000045                        | 2.0                    | 178.227                                | 0.018                                    | Đĩa phân tán                            | không rõ                           |
| 20000 Varuna*A          |          | 310           | 0,049                         | 0,125              | 0,000115                      | 0.37                     | 0,006194                        | 296,511                | 25.796                                 | 2.842                                    | Vành đai Kuiper                         | không rõ                           |
| 2003 UZ4139             |          | 303           | 0.048                         | 0.116              | 0.00012                       | 0.33P                    | 0.000055                        | 2.0                    | 24.083                                 | 0.0246                                   | Vành đai Kuiper                         | không rõ                           |
| 2003 QW909              |          | 290           | 0.0455                        | 0.102              | 0.00009                       | 0.2P                     | 0.000034                        | 2.0                    | 1.593                                  | 0.016                                    | Vành đai Kuiper                         | không rõ                           |
| (145451) 2005 RM439     |          | 290           | 0.0455                        | 0.102              | 0.00009                       | 0.2P                     | 0.000034                        | 2.0                    | 1.593                                  | 0.016                                    | Vành đai Kuiper                         | không rõ                           |
| (120347) 2004 SB609     |          | 290           | 0.0455                        | 0.102              | 0.00009                       | 0.2P                     | 0.000034                        | 2.0                    | 1.593                                  | 0.016                                    | Vành đai Kuiper—binary                  | không rõ                           |
| (15874) 1996 TL66RA     |          | 288           | 0,045                         | 0,1                | 0                             | 0.2                      | 0,000335                        | 19,988                 | 1.616                                  | 0.178                                    | Đĩa phân tán                            | không rõ                           |
| (119951) 2002 KX14*     |          | 280           | 0.044                         | 0.092              | 0.000085                      | 0.18P                    | 0.00003                         | 2.0                    | 15.383                                 | 0.0157                                   | Vành đai Kuiper                         | không rõ                           |
| 2004 NT33               |          | 277           | 0.043                         | 0.089              | 0.000082                      | 0.178P                   | 0.000029                        | 2.0                    | 155.43                                 | 0.0158                                   | Vành đai Kuiper                         | không rõ                           |
| (120348) 2004 TY364*    |          | 277           | 0.043                         | 0.089              | 0.000082                      | 0.178P                   | 0.000029                        | 2.0                    | 155.43                                 | 0.0158                                   | Vành đai Kuiper                         | không rõ                           |
| 38628 HuyaR             |          | 266           | 0.04175                       | 0.0788             | 0.000073                      | 0.158P                   | 0.00026                         | 2.0                    | 149.613                                | 0.015                                    | Vành đai Kuiper—plutino                 | không rõ                           |
| 2 Pallas$               |          | 266           | 0.042                         | 0.078              | 0.00007                       | 0.211                    | 0.0000353                       | 2.8                    | 199.799                                | 0.02                                     | Tiểu hành tinh                          | Phỏng cầu tròn                     |
| 4 Vesta$                |          | 264.6         | 0.042                         | 0.078              | 0.00007                       | 0.262                    | 0.0000438                       | 3.42                   | 2.507                                  | 0.0256                                   | Tiểu hành tinh                          | Phỏng cầu tròn (uncertain)         |
| Enceladus‡ Saturn II    |          | 252.1         | 0.039                         | 0.067              | 0.00006                       | 0.108                    | 0.0000181                       | 1.61                   | 0.111                                  | 0.0113                                   | Vệ tinh tự nhiên của Sao Thổ            | Phỏng cầu tròn                     |
| 2001 QF298*             |          | 252           | 0.04                          | 0.067              | 0.00006                       | 0.134P                   | 0.000022                        | 2.0                    | 141.377                                | 0.014                                    | Vành đai Kuiper                         | không rõ                           |
| (82075) 2000 YW134*     |          | 250           | 0.039                         | 0.065              | 0.00006                       | 0.13P                    | 0.000022                        | 2.0                    | 13.936                                 | 0.014                                    | Vành đai Kuiper                         | không rõ                           |
| (145480) 2005 TB190     |          | 250           | 0.039                         | 0.065              | 0.00006                       | 0.13P                    | 0.000022                        | 2.0                    | 13.936                                 | 0.014                                    | Thiên thể rời rạc                       | không rõ                           |
| (145480) 2005 TB190     |          | 250           | 0.039                         | 0.065              | 0.00006                       | 0.13P                    | 0.000022                        | 2.0                    | 13.936                                 | 0.014                                    | Vành đai Kuiper                         | không rõ                           |
| (144897) 2004 UX10      |          | 250           | 0.039                         | 0.065              | 0.00006                       | 0.13P                    | 0.000022                        | 2.0                    | 13.936                                 | 0.014                                    | Vành đai Kuiper                         | không rõ                           |
| Miranda‡ Uranus V       |          | 235.8         | 0.037                         | 0.055              | 0.00005                       | 0.0659                   | 0.0000110                       | 1.20                   | 0.07910375                             | 0.00806                                  | Vệ tinh tự nhiên của Sao Thiên Vương    | Phỏng cầu tròn                     |
| (26375) 1999 DE9        |          | 230.5         | 0.036                         | 0.051              | 0.000047                      | 0.1026P                  | 0.000017                        | 2.0                    | 12.938                                 | 0.013                                    | Vành đai Kuiper                         | không rõ                           |
| 2002 CY248              |          | 230           | 0.036                         | 0.051              | 0.00005                       | 0.102P                   | 0.000017                        | 2.0                    | 129.187                                | 0.013                                    | Vành đai Kuiper                         | không rõ                           |
| 2002 XV93               |          | 230           | 0.036                         | 0.051              | 0.00005                       | 0.102P                   | 0.000017                        | 2.0                    | 129.187                                | 0.013                                    | Vành đai Kuiper                         | không rõ                           |
| 2003 QX113              |          | 230           | 0.036                         | 0.051              | 0.00005                       | 0.102P                   | 0.000017                        | 2.0                    | 129.187                                | 0.013                                    | Vành đai Kuiper                         | không rõ                           |
| (35671) 1998 SN165*     |          | 229           | 0.036                         | 0.05               | 0.000046                      | 0.1P                     | 0.000017                        | 2.0                    | 1.278                                  | 0.013                                    | Vành đai Kuiper                         | không rõ                           |
| 2004 PR107              |          | 220           | 0.0345                        | 0.0446             | 0.00004                       | 0.089P                   | 0.000014                        | 2.0                    | 123.202                                | 0.0126                                   | Vành đai Kuiper                         | không rõ                           |
| 2003 QW90               |          | 220           | 0.0345                        | 0.0446             | 0.00004                       | 0.089P                   | 0.000014                        | 2.0                    | 123.202                                | 0.0126                                   | Vành đai Kuiper                         | không rõ                           |
| 1999 CD158              |          | 220           | 0.0345                        | 0.0446             | 0.00004                       | 0.089P                   | 0.000014                        | 2.0                    | 123.202                                | 0.0126                                   | Vành đai Kuiper                         | không rõ                           |
| (120132) 2003 FY128*    |          | 220           | 0.0345                        | 0.0446             | 0.00004                       | 0.089P                   | 0.000014                        | 2.0                    | 123.202                                | 0.0126                                   | Đĩa phân tán                            | không rõ                           |
| Proteus ‡A Neptune VIII |          | 210           | 0.033                         | 0.038              | 0.000035                      | 0.050                    | 0.00000844                      | 1.3                    | 0.0666                                 | 0.00678                                  | Vệ tinh tự nhiên của Sao Hải Vương      | Phỏng cầu tròn                     |
| (47171) 1999 TC36*      |          | 207.3         | 0.0325                        | 0.0373             | 0.000034                      | 0.075P                   | 0.0000125                       | 2.0                    | 1.169                                  | 0.012                                    | Vành đai Kuiper—binary                  | không rõ                           |
| 10 Hygiea$              |          | 203.6         | 0,32                          | 35,35              | 0,03264                       | 0.0885                   | 0,14815                         | 25,03                  | 14.304                                 | 1.58                                     | Tiểu hành tinh                          | Phỏng cầu tròn                     |
| (119979) 2002 WC19      |          | 200.5         | 0.0315                        | 0.034              | 0.00003                       | 0.0675P                  | 0.000011                        | 2.0                    | 11.272                                 | 0.0115                                   | Vành đai Kuiper—binary                  | không rõ                           |
| (26181) 1996 GQ21*      |          | 200           | 0.031                         | 0.0335             | 0.000011                      | 0.067P                   | 0.000011                        | 2.0                    | 112.225                                | 0.011                                    | Đĩa phân tán                            | không rõ                           |
| 2006 HH123              |          | 200           | 0.031                         | 0.0335             | 0.000011                      | 0.067P                   | 0.000011                        | 2.0                    | 112.225                                | 0.011                                    | Vành đai Kuiper                         | không rõ                           |
| Mimas‡ Saturn I         |          | 198.3         | 0.031                         | 0.033              | 0.00003                       | 0.03749                  | 0.0000063                       | 1.15                   | 0.06363                                | 0.00648                                  | Vệ tinh tự nhiên của Sao Thổ            | Phỏng cầu tròn                     |

## Vật thể có bán kính từ 100 đến 200 km
| Thiên thể                | Ảnh | Mean radius (km) | Mass ×1018 kg (Zg) | Kiểu vật thể                                                | Hình dạng      |
| ------------------------ | --- | ---------------- | ------------------ | ----------------------------------------------------------- | -------------- |
| Mimas‡ Saturn I          |     | 198.3            | 37.49              | Vệ tinh tự nhiên của Sao Thổ                                | phỏng cầu tròn |
| 2004 XA192               |     | 191.5            |                    | Vành đai Kuiper                                             | không rõ       |
| (55636) 2002 TX300       |     | 180              | 24?                | Vành đai Kuiper — Haumea family                             | không rõ       |
| (48639) 1995 TL8*        |     | 175              |                    | Vành đai Kuiper—binary                                      | không rõ       |
| Nereid A Neptune II      |     | 170              | 31                 | Vệ tinh tự nhiên của Sao Hải Vương                          | không cân xứng |
| 148780 Altjira 9         |     | 170              |                    | Trans-Neptunian object—cubewano                             | không rõ       |
| (47932) GN171            |     | 160.5            |                    | Trans-Neptunian object—plutino                              | không rõ       |
| 704 Interamnia M         |     | 158.31           | 37                 | tiểu hành tinh vành đai chính—tiểu hành tinh dạng F         | không rõ       |
| Hiʻiaka Haumea I         |     | 155              | 20                 | Vệ tinh tự nhiên của Haumea                                 | không cân xứng |
| 1995 SN55* (lost)        |     | 155              |                    | centaur                                                     | không rõ       |
| (79360) 1997 CS299       |     | 152.5            |                    | Vành đai Kuiper—binary                                      | không rõ       |
| (79978) 1999 CC1589      |     | 152              |                    | Scattered-disc object                                       | không rõ       |
| (40314) 1999 KR169       |     | 152              |                    | trans-Neptunian object                                      | không rõ       |
| 52 Europa$               |     | 150.4            | 16.5               | tiểu hành tinh vành đai chính—tiểu hành tinh dạng C         | không cân xứng |
| 511 Davida$              |     | 144.7            | 43.8               | tiểu hành tinh vành đai chính—tiểu hành tinh dạng C         | không cân xứng |
| 87 Sylvia$               |     | 142.8            | 14.78              | tiểu hành tinh vành đai chính—tiểu hành tinh dạng X—trinary | không cân xứng |
| (26308) 1998 SM165       |     | 139.9            | 14                 | Vành đai Kuiper—binary                                      | không rõ       |
| Hyperion $ Saturn VII    |     | 135.0            | 5.58               | Vệ tinh tự nhiên của Sao Thổ                                | không cân xứng |
| 2005 PU219               |     | 132.5            |                    | Scattered-disc object                                       | không rõ       |
| (79983) 1999 DF99        |     | 132.5            |                    | Trans-Neptunian object—cubewano                             | không cân xứng |
| 10199 Chariklo           |     | 129              |                    | centaur                                                     | không cân xứng |
| 107 Camilla$             |     | 129.4            | 11.2               | tiểu hành tinh vành đai chính—tiểu hành tinh dạng C—binary  | không cân xứng |
| 3 Juno$                  |     | 128.8            | 26.7               | tiểu hành tinh vành đai chính—tiểu hành tinh dạng S         | không cân xứng |
| 31 EuphrosyneM           |     | 128              | 6.23               | tiểu hành tinh vành đai chính—tiểu hành tinh dạng C         | không cân xứng |
| 15 Eunomia$              |     | 127.7            | 31.2               | tiểu hành tinh vành đai chính—tiểu hành tinh dạng S         | không cân xứng |
| (145453) 2005 RR43       |     | 126              |                    | Vành đai Kuiper — Haumea family                             | không rõ       |
| (148209) 2000 CR105*A    |     | 126              | 13                 | Detached object                                             | không rõ       |
| (119878) 2002 CY224      |     | 121              | 15                 | Scattered disc object                                       | không rõ       |
| 65 Cybele$               |     | 118.7            | 17.8               | tiểu hành tinh vành đai chính—tiểu hành tinh dạng C         | không cân xứng |
| 2060 Chiron*A 95P/Chiron |     | 116.7            | 10                 | centaur                                                     | không cân xứng |
| 88 Thisbe $              |     | 116              | 10.5 M             | tiểu hành tinh vành đai chính—tiểu hành tinh dạng B         | không cân xứng |
| (120178) 2003 OP32       |     | 115              |                    | Vành đai Kuiper — Haumea family                             | không rõ       |
| 2004 VN1129              |     | 115              |                    | Scattered-disc object                                       | không rõ       |
| 2002 KW14                |     | 115              |                    | Vành đai Kuiper                                             | không rõ       |
| 65489 Ceto M             |     | 114.85           | 3.74               | Centaur—TNO—binary                                          | không cân xứng |
| 324 BambergaM            |     | 114              | 10                 | tiểu hành tinh vành đai chính—tiểu hành tinh dạng C         | không cân xứng |
| 451 Patientia            |     | 112.5            |                    | tiểu hành tinh vành đai chính                               | không cân xứng |
| 532 Herculina            |     | 111              |                    | tiểu hành tinh vành đai chính—tiểu hành tinh dạng S         | không cân xứng |
| 48 DorisA                |     | 111              | 17                 | tiểu hành tinh vành đai chính—tiểu hành tinh dạng C         | không cân xứng |
| 375 Ursula               |     | 108              |                    | tiểu hành tinh vành đai chính                               | không rõ       |
| 45 EugeniaM              |     | 107              | 5.69               | tiểu hành tinh vành đai chính—tiểu hành tinh dạng F—trinary | không cân xứng |
| Phoebe $ Saturn IX       |     | 106.6            | 8.29               | Vệ tinh tự nhiên của Sao Thổ                                | không cân xứng |
| 29 Amphitrite$           |     | 106              | 11.8               | tiểu hành tinh vành đai chính—tiểu hành tinh dạng S         | không cân xứng |
| 53311 Deucalion          |     | 105.5            |                    | Trans-Neptunian object—cubewano                             | không cân xứng |
| (33001) 1997 CU29        |     | 105.5            |                    | Trans-Neptunian object—cubewano                             | không rõ       |
| 423 DiotimaA             |     | 104.385          | 16                 | tiểu hành tinh vành đai chính—tiểu hành tinh dạng C         | không cân xứng |
| (181902) 1999 RD215      |     | 104.33           |                    | Scattered disc object                                       | không cân xứng |
| 13 EgeriaM               |     | 104              | 16.3               | tiểu hành tinh vành đai chính—tiểu hành tinh dạng G         | không cân xứng |
| 19 Fortuna$              |     | 103.9            | 12.7               | tiểu hành tinh vành đai chính—tiểu hành tinh dạng G         | không cân xứng |
| 54598 Bienor             |     | 103.5            |                    | centaur                                                     | không cân xứng |
| 94 Aurora                |     | 102.5            |                    | Tiểu hành tinh                                              | không cân xứng |
| 624 HektorA              |     | 101.5            | 14                 | Tiểu hành tinh—Troia của Sao Mộc—binary                     | không cân xứng |
| 22 KalliopeM             |     | 101.4            | 8.09               | Tiểu hành tinh—tiểu hành tinh dạng M—binary                 | không cân xứng |
| 38083 Rhadamanthus       |     | 100.5            |                    | Vành đai Kuiper                                             | không cân xứng |
| (19308) 1996 TO66        |     | 100              |                    | Vành đai Kuiper — Haumea family                             | không rõ       |